# Szalom Szachna

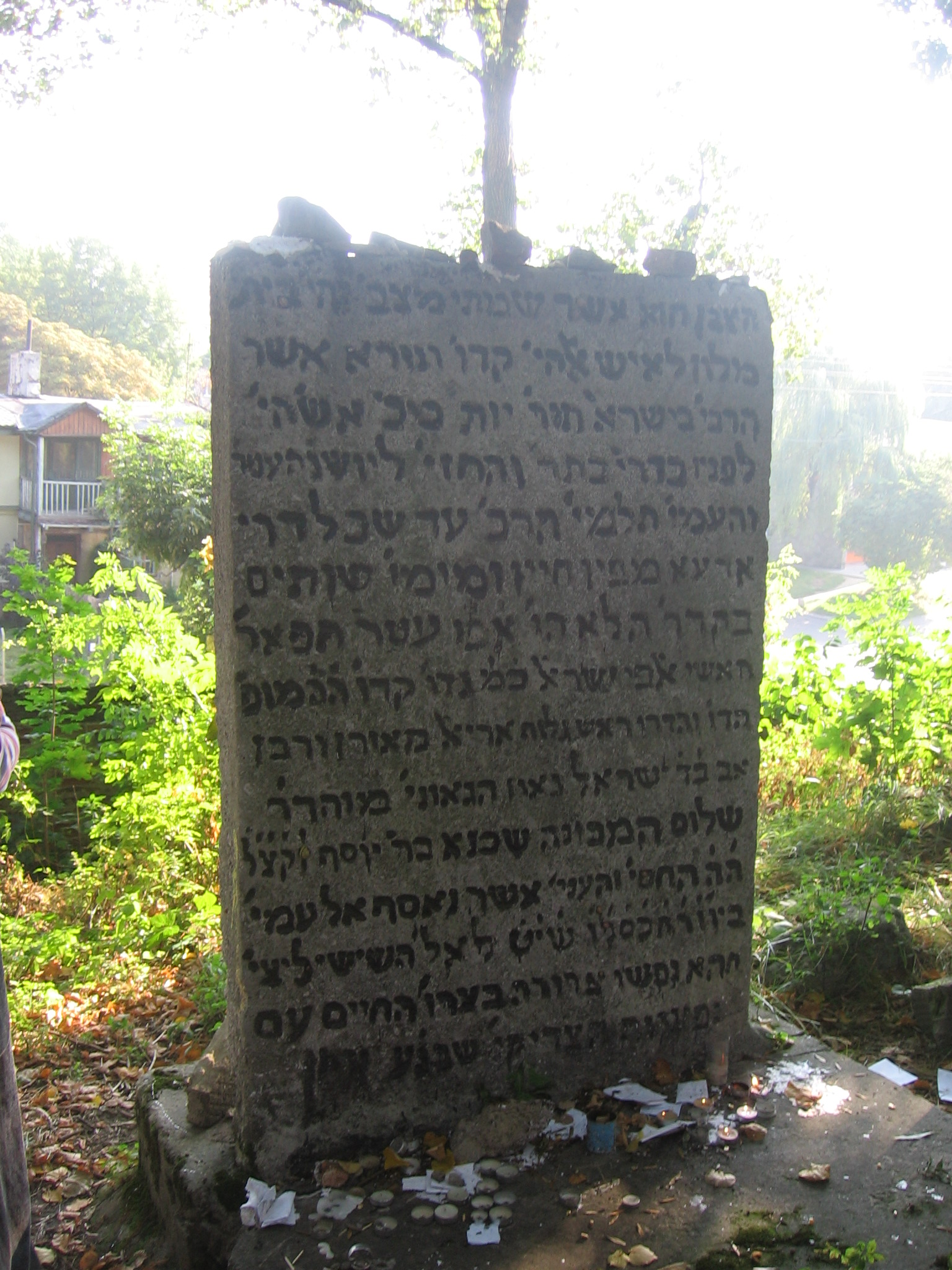
Grób Szaloma Szachny w Lublinie

Szalom Szachna (ur. ok. 1510, zm. 1558 w Lublinie) – rabin lubelski, znany talmudysta i uczony żydowski.
Szalom Szachna urodził się jako syn Joska Szachny, prywatnego bankiera króla Polski, Zygmunta Starego. Nauki i studia rabiniczne pobierał w Pradze. W 1530 roku powrócił do Lublina, gdzie do śmierci pełnił posługę rabiniczną oraz kierował i wykładał we własnej jesziwie. Najsłynniejszym uczniem Szachny był Mojżesz Isserles, przyszły rabin i talmudysta krakowski i zarazem zięć Szaloma Szachny.
Szalom Szachna został pochowany na starym cmentarzu żydowskim w Lublinie, gdzie do dziś zachował się jego grób.